# Лучано Паваротті
Луча́но Паваро́тті (італ. Luciano Pavarotti; 12 жовтня 1935, Модена — 6 вересня 2007, Модена) — італійський оперний співак (тенор). Наприкінці своєї кар'єри займався також популярною музикою. Один з найвідоміших і найулюбленіших оперних співаків усіх часів. Здійснив численні записи цілих опер і індивідуальних арій, здобувши славу за якість свого голосу, і зрештою утвердився як один з найкращих тенорів XX століття, діставши титул «Короля верхнього до».
Належав до групи Трьох тенорів. Широко відомий своїми телевізійними концертами та гуманітарною діяльністю, гроші від якої перераховував на користь біженців та Червоного хреста.

## Ранні роки
Лучано Паваротті народився 12 жовтня 1935 року в місті Модена на півночі Італії в небагатій родині Фернандо Паваротті (італ. Fernando Pavarotti) та Адель Вентурі (італ. Adele Venturi). Батько майбутнього тенора був пекарем та співаком-аматором, мати працювала на фабриці з виробництва сигар. Незважаючи на невеликі статки (чотири члени родини тулилися в невеликій двокімнатній квартирі), Паваротті завжди згадував своє дитинство з великою ніжністю.
За словами Паваротті, його батько мав хороший тенор, однак через свою нервовість ніколи не розглядав можливості зробити кар'єру професійного співака. Друга світова війна змусила родину Паваротті виїхати з міста в 1943 році. Увесь наступний рік сім'я знімала невеличку кімнату на фермі неподалік за містом, де в юного Паваротті виник інтерес до рільництва.
Знайомство зі світом музики для Паваротті почалося з колекції записів його батька, багато з яких були записами популярних тенорів того часу Беньяміно Джильї (італ. Beniamino Gigli), Джованні Мартінеллі (італ. Giovanni Martinelli), Тіто Скіпа (італ. Tito Schipa) та Енрико Карузо (італ. Enrico Caruso). Приблизно у віці 9 років Паваротті почав співати в місцевому церковному хорі разом зі своїм батьком. Також у юні роки він брав кілька уроків співу в професора Бонді та його дружини, які майже не вплинули на його манеру співу.
Великою пристрастю в дитинстві Паваротті був футбол. Після закінчення школи (італ. Schola Magistrale) майбутній співак дуже хотів зробити кар'єру професійного воротаря, але мати переконала його стати вчителем у народній школі. У подальшому Паваротті викладав два роки у початковій школі, проте любов до музики перемогла, і він вирішив співати професійно. Зваживши всі ризики такого рішення, Лучано домовився зі своїм батьком, що той підтримуватиме його матеріально і забезпечить житлом, але, якщо до 30-річного віку він не досягне жодного успіху, то повинен буде повернутися до заняття, яке приноситиме хоча б якийсь прибуток.
Лучано почав серйозно займатися співом 1954 р. у віці 19 років у класі Арріго Пола (італ. Arrigo Pola), відомого викладача і професійного тенора, який, зваживши на бідність родини Паваротті, погодився навчати молодого Лучано безкоштовно. Незадовго до початку занять Пола з'ясував, що його учень має абсолютний слух. Десь у той самий час Паваротті зустрічає Адуа Вероні (італ. Adua Veroni), яка теж була оперною співачкою. Вони побралися 1961 року. Після того як Пола відбув до Японії на 2½ роки, Паваротті стає учнем Етторе Кампогалліані (італ. Ettore Campogalliani), який також навчав подругу дитинства, а тепер уже відому оперну співачку Міреллу Френі (італ. Mirella Freni). Протягом усього цього часу Паваротті продовжує працювати неповний робочий день учителем, а згодом страховим агентом, щоб мати засоби до існування.
Шість років навчання не принесли нічого матеріального, окрім участі в кількох концертах у малих містах. Жоден з них не був оплачений. Коли на голосових зв'язках Лучано почало розвиватися потовщення, яке «загрожувало» його музичній кар'єрі, він вирішив припинити співати.

## Кар'єра

### 1960-ті— 1970-ті
Паваротті почав свою кар'єру тенора з концертів у невеликих регіональних будинках опери. Його дебют відбувся у ролі Рудольфо в опері «Богема» (італ. «La bohème») на сцені муніципального театру міста Реджіо Еміліа (італ. Reggio Emilia) у квітні 1961 року. 23 лютого 1963 року він також дебютував у тій самій ролі на сцені Віденської державної опери. Протягом березня і квітня 1963 року Паваротті продовжував виступати у Відні в ролі Рудольфо, а також Герцога в опері «Ріголетто» (італ. «Rigoletto»). Того ж року відбувся дебют Паваротті в Лондоні на сцені Королівської опери, де він замінив Джузеппе ді Стефано в ролі Рудольфо.
Незважаючи на відносний успіх, який Паваротті мав на початку своєї кар'єри, ранні ролі не принесли йому тієї зіркової слави, що супроводжувала його пізніше. У 1963 році він приєднався до Джоан Сазерленд (англ. Joan Sutherland), котра якраз шукала для свого турне по Австралії молодого тенора, вищого від неї ростом. Лучано Паваротті, маючи кремезну статуру і зріст вищий за 1,80, пасував їй ідеально. За два місяці вони виконали разом близько сорока різних партій. Пізніше Паваротті говорив, що техніка дихання, якої його навчила Сазерленд, дуже допомогла йому у його подальшій кар'єрі.
Американський дебют Паваротті відбувся в лютому 1965 року на сцені Оперного Театру Флориди (англ. Florida Grand Opera) в опері «Лючія де Ламмермур» (італ. «Lucia di Lammermoor») Ґ. Доніцетті, де він співав разом з Джоан Сазерленд. Оскільки тенор призначений на цю роль захворів, Сазерленд рекомендувала молодого Паваротті, пояснюючи, що йому добре знайома ця партія.
Невдовзі, 28 квітня, Паваротті дебютував на сцені міланської Ла Скали у «Богемі», поставленій відомим Франко Зефіреллі, де Паваротті заспівав дуетом зі своєю давньою знайомою Міреллою Френі в ролі Мімі. Диригував Герберт фон Караян (нім. Herbert von Karajan), який і запросив співака. Після турне по Австралії Паваротті повертається до Ла Скали, де 26 березня 1966 року додає до свого репертуару роль Тебальдо з «Капулетті та Монтеккі» (італ. «I Capuleti e і Montecchi»), виконавши цю партію у парі із Джакомо Арагаллом (італ. Giacomo Aragall) в ролі Ромео. Того ж року, 2 червня, він вперше виконав партію Тоніо в опері «Дочка полку» (фр. «La fille du régiment») Доніцетті на сцені лондонського Ковент Гарден. Ця роль принесла йому славу «Короля високих До» («Синьйора 9 До»), після того як він взяв усі дев'ять «До» другої октави в арії «О, друзі, яка святкова днина!» (фр. «Ah! mes amis, quel jour de fête!»).
20 листопада 1969 року у Римі відбувся інший великий тріумф, коли Паваротті заспівав дуетом з Ренатою Скотто (італ. Renata Scotto) в опері «Ломбарді в першому хрестовому поході» (італ. «I Lombardi alla prima crociata»). Запис цього дуету так само як і дует Паваротті з Арагалом у «Капулетті та Монтеккі» продавався на рівні записів популярних виконавців. До інших ранніх комерційних записів також належать арії з «Дона Себастьяно» (фр. «Don Sébastien, Roi de Portugal») Доніцетті; дуети зі Сазерленд у «Еліксирі любові» (фр. «L'elisir d'amore») Доніцетті та «Пуританах» (італ. «I puritani») Белліні; дует з Фіоренцою Коссотто у «Фаворитці» (італ. «La favorita») Доніцетті.
Найбільший успіх у США Паваротті мав 17 лютого 1972 року на сцені Метрополітан Опера (англ. Metropolitan Opera) в Нью-Йорку, коли на арію «Яка доля» з «Дочки полку», завісу піднімали 17 разів. Паваротті неодноразово був нагороджений американською премією «Греммі» (англ. «Grammy»). Багато з його дисків стали золотими та платиновими за кількістю продажів.
31 липня 1976 року Паваротті сольно дебютує на Фестивалі у Зальцбурзі, де йому акомпанує Леоне Маджіера. Пізніше він виступатиме на цьому фестивалі у 1978 році, сольно та в ролі італійського співака в опері «Кавалер троянди» (нім. «Der Rosenkavalier»), 1983 в «Ідоменеї» (італ. «Idomeneo»), а також 1985 і 1986 — сольно.
У 1977 році, після 14-річної перерви, Паваротті повертається на сцену Віденської державної опери, де під диригуванням Караяна виконує партію Манріко у «Трубадурі» (італ. «Il travatore»).

### 1980-ті— 1990-ті
На початку 80-х Паваротті засновує міжнародний конкурс молодих виконавців (англ. The Pavarotti International Voice Competition). З переможцями першого конкурсу 1982 року він виконав окремі фрагменти «Богеми» та «Еліксиру любові». Другий конкурс відбувся 1986 року і з його переможцями Паваротті також виконує окремі фрагменти «Богеми» та «Бал-маскараду» (італ. «Un ballo in maschera»). На святкування 25-річчя своєї кар'єри Паваротті запрошує переможців цього конкурсу до Італії, де вони виконали «Богему» в його рідному місті Модені, а також у Генуї. Цей тур був продовжений у столиці Китаю — Пекіні, де Паваротті вперше виступив перед 10000-ю аудиторією у Великій народній залі, подарувавши слухачам усі славетні 9 «До» другої октави, а публіка, у свою чергу, вітала його оваціями стоячи. Із переможцями третього конкурсу 1989 року він виконує «Еліксир любові» та «Бал-маскарад». Переможці п'ятого конкурсу супроводжували співака на його гастролях у Філадельфії 1997 року.
В середині 80-х Паваротті повертається до співпраці з Віденською державною оперою та Ла Скалою, в яких він, свого часу мав найбільший успіх. У Відні Паваротті виконує Рудольфо із «Богеми» в дуеті із Міреллою Френі в ролі Мімі під диригуванням Карлоса Кляйбера; Неморіно — у «Еліксирі любові»; Радамеса у «Аїді» під диригуванням Лорана Маазеля (фр. Lorin Maazel); Рудольфо у «Луїзі Міллер»; Густаво у «Балі-маскараді», диригент — Клаудіо Аббадо (італ. Claudio Abbado); востаннє Паваротті співає у Віденській опері 1996 року в «Андреа Шеньє» (фр. «Andrea Chénier»).
У 1985 році на сцені Ла Скали Паваротті, Марія К'яра (італ. Maria Chiara) та Лука Ронконі (італ. Luca Ronconi), під керівництвом Маазеля виконали «Аїду». Арія «Celeste Aida» у його виконанні отримала двохвилинні овації. 24 лютого 1988 Німеччина, Берлін Паваротті встановлює новий рекорд Книги Гіннеса: у Дойче Опера після виконання «Еліксіру любові» на прохання глядачів завісу піднімали 165 разів. Того ж року тенор знову співає в «Богемі» з Міреллою Френі у будинку Опери Сан-Франциско. В 1992 році Паваротті востаннє з'являється на сцені Ла Скали в новій постановці «Дона Карлоса» Франко Зефіреллі під диригуванням Ріккардо Муті. Цей виступ був негативно оцінений критиками та частково глядачів, після чого Паваротті у Ла Скалі більше не виступав.
Нову хвилю світової слави Паваротті принесло виконання арії «Nessun Dorma» з опери Джакомо Пучіні «Турандот» 1990 року. Компанія BBC зробила її темою для своїх трансляцій Чемпіонату світу із футболу в Італії. Ця арія була такою ж популярною як поп-хіт і стала візитною карткою співака. Під час фіналу чемпіонату, три тенори: Пласідо Домінго, Хосе Каррерас та Лучано Паваротті, за диригуванням Зубіна Мета, виконали арію «Nessun Dorma» на території давніх купалень Каракалли в Римі, і копій цього запису було продано більше, ніж копій будь-якої іншої класичної мелодії за всю історію музики, що також зафіксовано у Книзі рекордів Гінесса. Так Паваротті виніс оперу на вулицю до людей. Він сольно виступив у лондонському Гайд-парку, де зібрав 150-тисячну аудиторію; у червні 1993 — у Центральному парку Нью-Йорка великого тенора зібралося послухати понад 500 тис. людей і ще більше, ніж мільйон глядачів дивилися цей концерт по телебаченню. У вересні того ж року відбувся відкритий концерт на Марсовому полі в Парижі, у присутності понад 300 тис. слухачів. За традицією, концерти трьох тенорів також відбулися і на наступних чемпіонатах світу з футболу у Лос-Анджелесі 1994 року, у Парижі — 1998 та Йокогамі — 2002.
Разом з популярністю у професійних колах шоу-бізнесу зростала слава Паваротті як «Короля змін». Будучи непостійною артистичною особою, Лучано Паваротті міг скасувати свій виступ в останній момент, спричиняючи тим самим значні збитки концертним залам та будинкам опери. Прикладом може послужити співпраця Паваротті з Ліричною оперою Чикаго, що тривала понад 15 років. За 8 останніх років співак скасував 26 із 41 концерту, що були заплановані в Ліричній опері, однак після того як Паваротті скасував репетиції прем'єри сезону, сказавши, що його біль сідничного нерва вимагає двомісячного лікування, директор — Ердіс Крейнік (англ. Ardis Krainik) розірвала угоду.
У 1998 році Паваротті нагороджено премією «Легенда Греммі», яку було видано лише 15 разів від часу її заснування у 1990 році, аж до 2007 року.

### 2000-ні
2001 року Центр Кенеді у Вашингтоні нагороджує Паваротті знаком пошани. У 2002-му співак припиняє 36-річну співпрацю зі своїм менеджером Гербертом Бресліном (англ. Herbert Breslin). У відповідь Бреслін у 2004-му році видає книгу «Король і я». У цій книзі Бреслін розкритикував акторські здібності Паваротті, а також повідомив світові сенсаційну новину: Паваротті не вміє читати ноти і заучувати партії з аркуша. 2005-го в інтерв'ю Джеремі Паксману із BBC, співак спростував те, що не вміє читати ноти, однак визнав, що має деякі труднощі з розучуванням оркестрових партій.
1 грудня 2004-го у віці 69 років, після майже 40 років на сцені, Паваротті вирушає у свій прощальний тур по 40 містах світу. В рамках цього туру тенор відвідав Україну. В червні 2005 року він змушений скасувати концерт «Трьох тенорів» у Мехіко через ларингіт. На початку 2006-го року співак знову скасовує концерти, заплановані в США, Канаді та Великій Британії, через операцію спини.
10 лютого 2006 року, під час церемонії відкриття Зимових Олімпійських ігор в італійському Турині, Лучано Паваротті востаннє виходить на сцену і дарує слухачам свою «Nessun Dorma».

## Кіно та телебачення
У березні 1977 року Паваротті з'являється у прямих телевізійних трансляціях з Метрополітен Опера, в ролі Рудольфо із «Богеми», чим приносить безпрецедентну популярність телевізійним трансляціям опери. У 1978 році Лінкольн Центр у Нью-Йорку (англ. Lincoln Center) транслює його сольні виступи. З 1978 по 2004 таких трансляцій було записано понад 20, більшість з яких доступна на DVD.
У 1982 році Паваротті знявся у романтичній комедії «Так, Джорджіо» (англ. «Yes, Giorgio»), яка викликала негативну оцінку серед критиків. Того самого року він з'являється в телевізійній адаптації опери «Ріголетто», у постановці Жана-П'єра Поннелля (фр. Jean-Pierre Ponnelle).
1985 року в Мілані у Ла Скалі було зроблено відеозапис «Аїди», де Паваротті виконує партію Радамеса. Також зберігся запис «Богеми», зроблений 1988 року в Будинку Опери Сан-Франциско.

## Особисте життя
Лучано Паваротті був двічі одружений. У першому шлюбі з Адуєю Вентурі він прожив понад 34 роки і мав трьох дочок: Лоренцу (італ. Lorenza), Крістіну (італ. Cristina) та Джуліану (італ. Giuliana). Після того як 1996 року в пресі були надруковані компрометуючі фотографії з відпочинку Паваротті та його колишньої помічниці Ніколетти Мантовані (італ. Nicoletta Mantovani) на острові Барбадос, Адуя Вентурі подала на розлучення. У січні 2003 року Мантовані народила через кесарів розтин двійню: хлопчика і дівчинку. На жаль, хлопчик помер, ще в утробі матері, дівчинка — вижила, її назвали Аліче (італ. Alice). 13 грудня 2003 року Паваротті одружується з Мантовані, чим викликає різку критику з боку Римо-католицької церкви.
У липні 2006 року, під час прощального туру, лікарі діагностують рак підшлункової залози. Співак до останнього боровся із недугою, навіть після операції він ще сподівався записати новий диск та продовжити світові гастролі,
однак 6 вересня 2007 року менеджер співака у своєму листі до рідних і близьких написав:
|                | Маестро провів довгу і виснажливу битву з раком підшлункової залози, яка, зрештою, забрала його життя. Характеризуючи його життя і творчість можна сказати, що він лишався оптимістом аж до останнього подиху. |
| — Террі Робсон | |

Перед смертю Римо-католицька церква подарувала Лучано Паваротті прощення гріхів, а також уділила таїнство Соборування. Церемонія прощання з великим тенором відбулася в соборі міста Модена, у ній взяло участь близько 800 осіб з числа членів сім'ї, друзів, оперних співаків та популярних виконавців, урядовців Італії та інших країн, а також Державний секретар Ватикану кардинал Тарчізіо Бертоне (італ. Tarcisio Bertone) та архієпископ Модени Беніто Коккі (італ. Benito Cocchi), який зачитав спеціальне послання від Папи Римського. Відома болгарська оперна співачка сопрано Райна Кабайванска виконала молитву «Слався, Маріє» («Ave Maria»), а італійський тенор Андреа Бочеллі — «Слався справжнє тіло» («Ave Verum Corpus»).
Віденська державна опера та концертний зал у Зальцбурзі вивісили 6 вересня чорні прапори. Королівська опера у Лондоні та багато інших будинків опери в усьому світі опублікували жалобні ноти в цей день.

## Гуманітарна діяльність
Щорічно Лучано Паваротті проводив у своєму рідному місті Модена благодійні концерти «Паваротті і друзі», запрошуючи співаків різних жанрів. Гроші від цих концертів перераховувалися у фонди допомоги дітям війни та жертвам серед мирного населення після воєн у Боснії, Гватемалі, Косово та Іраку. Після війни у Боснії маестро заснував та фінансував будівництво «Музичного центру Паваротті» в Мостарі, щоб надати боснійським артистам можливість розвивати свою майстерність. За ці заслуги чільники міста Сараєво нагородили його у 2006 році титулом почесного громадянина міста.
Після руйнівного землетрусу у Спітаку (Вірменія) 1988 року, що забрав життя понад 25 тис. людей, Паваротті, як і багато інших західних виконавців, провів благодійний концерт, кошти від якого були перераховані жертвам землетрусу.
Маестро був близьким другом принцеси Діани Уельської. Вони разом збирали пожертви для постраждалих від протипіхотних мін. Лучано був запрошений на її похорон, однак він відмовився співати через «клубок у горлі».
1998 року Паваротті був оголошений Послом Миру від ООН і використовував своє ім'я та популярність, щоб привернути увагу суспільства до таких глобальних проблем як: погіршення екології, голод, бідність, ВІЛ/СНІД, порушення прав дітей, дитяча й материнська смертність. Своїми благодійними концертами Паваротті зібрав понад 1,5 млн американських доларів. Це найбільша кількість пожертв за всіх часів, зібрана однією людиною. За це 2001 року Управління Верховного комісара ООН з питань біженців нагороджує Паваротті Медаллю Нансена.
За свою співпрацю із Червоним хрестом Паваротті був нагороджений премією за заслуги перед людством.
Ім'ям співака названо астероїд.

## Паваротті та Україна
13 квітня 2005 року у Києві відбувся концерт Паваротті в палаці «Україна». З огляду на свій стан здоров'я Паваротті співав сидячи. Маестро виконав партії з опер, неаполітанські пісні і твори зі свого «золотого» репертуару, зокрема легендарну «Granada» й «O'sole mio». Останній твір маестро присвятив українській публіці. Партнеркою тенора виступила молода співачка, його землячка з Модени, Кармела Реміджо. А за диригентським пультом Симфонічного оркестру Національної філармонії стояв Леон Магієра. Він же акомпанував Паваротті на роялі під час концерту. Фінал концерту італійський тенор розділив з українським тенором номер один Володимиром Гришком. На біс вони виконали «Заздоровницю» з опери «Травіата». Причому Паваротті не лише співав, а й диригував залою.
|                                                           | Я приголомшена концертом. Паваротті володіє фантастичною школою вокалу. Попри вік, його тембр голосу і далі зачаровує слухачів. Кожна фраза, слово — виконується вигострено, майстерно. Притому, що тенору співати сидячи набагато важче, аніж стоячи. Лучано знає свої сильні та слабкі сторони й дуже вміло обходить співочі «рифи». |
| — Марія Стефюк, солістка Національної опери України, День | |

|                         | Він небо прихиляв до молодих співаків-артистів, коли підходиш ти до людини, мега-зірки, бачиш усмішку, і ця усмішка тебе не опалює ревнощами, що ти теж тенор. Я впевнений, що маестро Паваротті не пішов від нас, його голос заснув. |
| — Володимир Гришко, BBC | |

## Вшанування пам'яті
У місті Хмельницький є вулиця Паваротті.